# Roald Dahl's Esio Trot
Roald Dahl's Esio Trot es una película para televisión británica que se transmitió por primera vez en BBC One en 2015. Es una adaptación de la novela infantil de Roald Dahl Esio Trot, en la que un soltero retirado se enamora de su vecina, una viuda, que mantiene a una tortuga como acompañante después de la muerte de su marido.
Fue emitida el 1 de enero de 2015, con 7,86 millones de espectadores, lo que la convirtió en el noveno programa más visto en BBC1 y en todos los canales de televisión del Reino Unido durante la semana que finalizó el 4 de enero de 2015. Se repitió en BBC1 el 31 de diciembre de 2015 y en BBC2 el 30 de diciembre de 2016.

## Reparto
- Judi Dench como Lavinia Silver.
- Dustin Hoffman como Henry Hoppy.
- James Corden como narrador.
- Richard Cordery como el señor Pringle.
- Pixie Davies como Roberta.
- Geoffrey McGivern como dueño de tienda de mascotas.
- Lisa Hammond como la señora Desmond.
- Anna Cannings como la señora Court.
- Joseph West como Philip.
- Katie Lyons como la madre de Philip.
- Pik-Sen Lim como el señor Wu.
- Salo Gardner como el señor Mavrokoukoudopolous.
- Emily Ralph como la niña.

## Diferencias respecto a la novela
- El señor Pringle (rival de Hoppy por los afectos de la Sra. Silver) no aparece en la novela.
- En la novela, el ardid del señor Hoppy de cambiar de tortuga para engañar a la señora Silver haciéndole creer que la suya está creciendo es exitoso y ella nunca descubre la verdad. En la película, ella descubre el plan del Sr. Hoppy, pero finalmente se casa con él de todos modos.